# Духовные стихи

Рукописный сборник псальм — русских христианских стихов-песен, Нижегородская область

Духовные стихи — жанр фольклора, преимущественно русского, стихотворения-песни на христианские темы и сюжеты, преимущественно из Библии и житий святых; совокупность музыкально-поэтических русских народных текстов, которые объединены христианской тематикой.
Наиболее распространены у русских; известны также в культуре других православных славян — белорусов, украинцев, сербов и болгар. К духовному стиху примыкают псальма и кант, которые в XVII—XVIII веках были заимствованы в России с Запада. К духовному стиху по тематике близки польские piesni religijne (религиозные песни), украинские и польские колядки.

## Терминология
Сами духовные стихи принято называть «стихами», а печатные или рукописные собрания этих стихов именуются «стиховники» или «стихарники» — у старообрядцев. Термин «духовные стихи» в 1860 году ввёл собиратель В. Г. Варенцов. Собиратели первой половины XIX века не отделяли эти стихи от былин и называли их «старины». Носители традиции, сказители — крестьяне и нищие странники («калики перехожие») — также в целом не различали духовные и светские произведения, поскольку и те, и другие создавали и воспринимали носители православного сознания. Многие сборники народных песен публиковали духовные стихи без специальной дефиниции.
Старинные духовные стихи носили название «псальма» (или «псалма») — от псалмов. Более поздние, сложенные силлабическим и силлабо-тоническим стихом, назывались «кант» (вариант: «канта»; от лат. cantus — «песня»).

## Формирование
Имеются разные точки зрения о времени создания этих произведений. Были предположения, что жанр сложился после крещения Руси, в X—XI веках. Согласно другой точке зрения, начали формироваться не ранее XVII века. Наиболее распространенным является мнение, что жанр появился к XV—XVII векам. Стихи отражают народное христианство. Многие мотивы основаны на апокрифах.

## Функционирование
Имеют как книжную, так и фольклорную природу; как письменную, так и устную фиксацию. Эти особенности являются определяющими для их словесной и музыкальной структуры, а также для способов функционирования. Духовный стих является посредником христианской книжной и устной народной культур. Как и народные прозаические религиозные тексты — легенды, предания, устные апокрифы, духовные стихи составляют своеобразный учебник народной этики и служат в качестве источника христианского знания, «народной Библии».
Духовные стихи обычно исполнялись на ярмарках, базарных площадях или под дверями монастырских храмов бродячими певцами — странниками, паломниками. Большая часть этих произведений известна в записях фольклористами середины XIX — конца XX веков. Присутствуют также в старообрядческих рукописных и печатных книгах.

## Стихосложение
Как правило сложены тоническим стихом, как былины. Язык многих этих произведений сходен с былинным. Имеющие рифмованный равносложный (силлабический) стих являются более поздними и имеют книжное происхождение. Часть написана рифмованным силлабо-тоническим стихом. На последние оказала влияние русская поэзия XVII—XIX веков.

## Типология и содержание
Тематика может быть ветхозаветной и новозаветной; о Богородице, святых и событиях христианской истории; духовно-наставительная; эсхатологическая — о «последнем времени»; о смерти и погребении человека. Структура стихов также делит их на несколько видов. Отдельные стихи лишены сюжета и являются своеобразными назиданиями или молениями и исповедями. Лирические представляют собой исповеди-плачи и особенно эмоциональны, выражая богооставленность, безутешную скорбь, разлуку с ближними. Широкое распространение имели лирические стихи об Иосифе Прекрасном, который был продан своими братьями в Египет и разлучён с отцом («Плач Иосифа Прекрасного»). Большая часть произведений обладают эпическим характером, в них повествуется о земной жизни Богородицы и Иисуса, сошествии Христа в ад и освобождении праведников из-под власти адских сил, воскресении и вознесении Господнем, Страшном суде. Рассказывается также о святых и их чудесах, таких как Николай Угодник, Алексий человек Божий, Борис и Глеб и др. Некоторые стихи объясняют происхождение церковных праздников — «Стих о двенадцати пятницах», «Дмитриевская суббота». Известны стихи, имеющие характер притчи, которые говорят о наказании Смертью горделивца («Стих об Анике воине»), мучении в аду жестокого богача и данной после смерти награде праведному бедняку («Стих о богатом и о Лазаре»). В «Стихе о Голубиной книге» раскрывается сокровенная сущность, истина мира, которая заключена в этой книге.
Структура произведений, как правило, диалогичная, в ней чередуются вопросы и ответы, что драматизирует стих, передаёт чувства, выделяет конфликт и раскрывает смысл.

## Влияние
Реминисценции из духовных стихов известны в русских литературных произведениях XIX—XX веков у Н. А. Некрасова, Н. С. Лескова, П. И. Мельников-Печерский, Н. А. Клюева и др.